# Elezioni generali in Tanzania del 1990
Le elezioni generali in Tanzania del 1990 si tennero il 28 ottobre per l'elezione del Presidente e il rinnovo del Parlamento; si svolsero in regime di mono-partitismo.

## Risultati

### Elezioni presidenziali
| Ali Hassan Mwinyi | Chama Cha Mapinduzi | 5 198 120 | 97,79 |  |  |  |  |  |
| Contro            | -                   | 117 366   | 2,21  |  |  |  |  |  |
| Totale            | Totale              | 5 315 486 | 100   |  |  |  |  |  |
|                   |                     |           |       |  |  |  |  |  |
| Voti non validi   | Voti non validi     | 109 796   | 2,02  |  |  |  |  |  |
| Votanti           | Votanti             | 5 425 282 | 74,35 |  |  |  |  |  |
| Elettori          | Elettori            | 7 296 553 |       |  |  |  |  |  |

### Elezioni parlamentari
| Liste               | Voti      | %      | Seggi |
| ------------------- | --------- | ------ | ----- |
| Chama Cha Mapinduzi | 5 007 027 | 100,00 | 284   |
| Totale              | 5 007 027 | 100    | 284   |